# HMAS Melbourne (R21)
Pour les autres navires du même nom, voir HMS Majestic.
Pour les articles homonymes, voir Majestic.
Le HMAS Melbourne a été le premier navire de la classe Majestic de porte-avions légers de la Royal Navy. 

## Historique

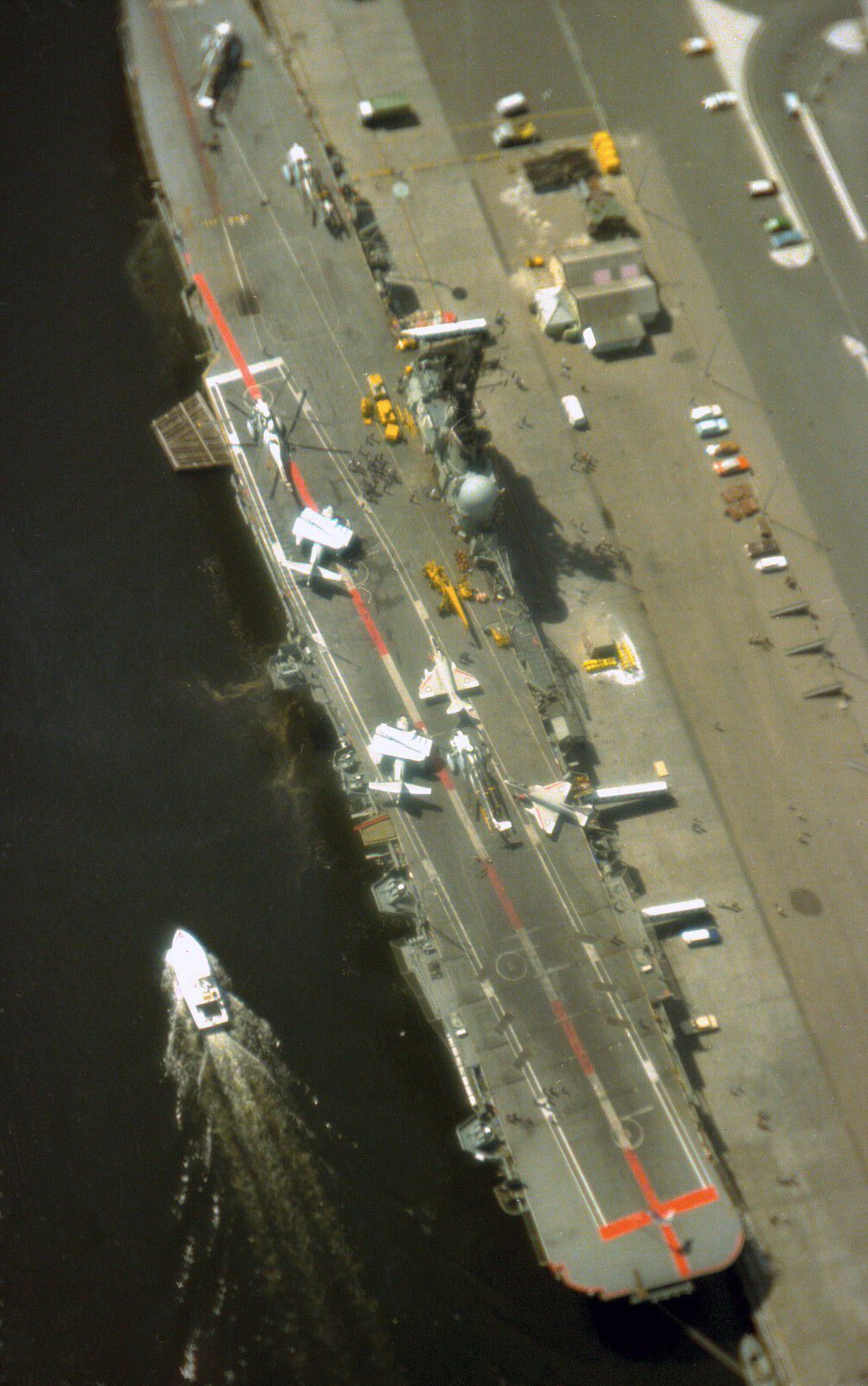
Vue aérienne du Melbourne en 1980

Construit sous le nom de HMS Majestic (77), il fut acheté par l'Australie à la fin de la Seconde Guerre mondiale. 
Il fut mis en service seulement en 1955 et a demeuré en service jusqu'en 1982. Il a été le troisième porte-avions à avoir un pont d'envol oblique, avec un angle de 5° de l'axe central du navire permettant le déploiement d'avions de combat des forces aériennes de la marine australienne. Le Melbourne a également servi de navire amiral à la Royal Australian Navy, et fut le seul navire de guerre du Commonwealth à avoir coulé en temps de paix (par collision), deux bâtiments de guerre alliés (le destroyer australien HMAS Voyager (D04) le 10 février 1964 et le destroyer américain USS Frank E. Evans le 3 juin 1969).
Le bâtiment est modernisé en 1963 pour devenir porte-hélicoptères. À nouveau refondu du 22 novembre 1967 au 24 novembre 1968, il commence à mettre en œuvre des chasseurs A-4 Skyhawk. Il est impliqué durant quelque temps dans la guerre du Viêt Nam comme transport de troupe mais retrouve vite son rôle initial et retourne en Australie. Après deux autres modernisations de novembre 1972 à juillet 1973 puis en 1978 (en vue de le faire durer jusqu’en 1985), le porte-avions est finalement retiré du service le 30 juin 1982. Et le 14 mars 1983, le gouvernement annonce que le Melbourne ne serait pas remplacé. Auparavant, à de nombreuses reprises, son remplacement avait été évoqué, mais à chaque fois, il fut refusé ou annulé.
Il a été racheté par la République populaire de Chine en 1985 pour 1,4 million de dollars australiens, officiellement pour être démantelé, mais il fut étudié dans le cadre du programme alors secret de porte-avions de la marine chinoise.